# Lampromyia pilosula
Lampromyia pilosula är en tvåvingeart som beskrevs av Engel 1929. Lampromyia pilosula ingår i släktet Lampromyia och familjen Vermileonidae. Inga underarter finns listade i Catalogue of Life.